# Lisa Müller (Reiterin)
Lisa Müller (* 21. September 1989 in München) ist eine deutsche Dressurreiterin.

## Leben
Mit 14 Jahren erhielt sie ihr erstes Pferd von ihrem Opa.
Ihre erste Dressur der schweren Klasse gewann Lisa Müller Mitte des Jahres 2012. Ihre Premiere bei einem internationalen Dressurturnier bestritt Müller im Mai 2014 im Grand Prix de Dressage des CDI 3* beim Maimarkt-Turnier Mannheim, als sie mit dem Wallach Dave auf ein Ergebnis von 63,840 Prozent kam.
Bei der bayerischen U25-Landesmeisterschaft im Juli 2014 gewann sie die Silbermedaille. Im selben Jahr wurde sie in den bayerischen Landeskader der U25-Dressureiter aufgenommen. Das Goldene Reitabzeichen wurde Lisa Müller im Mai 2015 bei der Pferd International in München-Riem verliehen.
Neben ihrem Stamm-Trainer Götz Brinkmann (seit 2010) wird Lisa Müller seit 2016 auch von Isabell Werth trainiert. Mit Grand-Prix-Ergebnissen von konstant über 70 Prozent drang Müller ab Frühjahr 2019 mit dem Wallach Stand By Me in das internationale Turniergeschehen vor.
In der Dressur-Weltrangliste der FEI gelang Lisa Müller mit Stand By Me im Juli 2019 der Sprung unter die besten 50 Paare der Welt. Am 16. November 2019 gewann sie bei den Stuttgart German Masters ihre erste internationale Prüfung (75,913 Prozent mit Stand By Me im Grand Prix de Dressage). Mit dieser Leistung qualifizierte sie sich für das German Master am Folgetag, bei dem sie Dritte wurde. Einen Monat später wurde Lisa Müller mit Stand By Me in den deutschen Perspektivkader (ehemals B-Kader) aufgenommen.

### Privat
Lisa Müller ist seit November 2009 mit dem Fußballspieler Thomas Müller verheiratet und lebt mit ihm gemeinsam in Otterfing (Landkreis Miesbach). 2017 spielten beide in einer Folge der Vorabendserie Hubert und Staller (Staffel 6, Folge 14) mit.

## Pferde
- Birkhof’s Dave FBW (* 2003), schwarzbrauner Württemberger Wallach, Vater: Denaro, Muttervater: Rehberg, bis 2010 von Nicole Casper geritten[13][14], zuletzt im November 2019 im internationalen Sport eingesetzt
- Gut Wettlkam’s Stand By Me OLD (* 2007), dunkelbrauner Oldenburger Wallach, Vater: Stedinger, Muttervater: De Niro; in Jungpferdeprüfungen von Sandra Nuxoll geritten, seit 2016 von Lisa Müller geritten, im Jahr 2017 in Nachwuchspferde-Grand-Prix-Prüfungen von Isabell Werth vorgestellt[15][16][17], zuletzt im April 2022 im internationalen Sport eingesetzt
- Gut Wettlkam's D'avie FRH (* 2012), Hannoveraner Fuchshengst; Vater: Don Juan de Hus, Muttervater: Londonderry 3, zwischenzeitlich von Isabell Werth geritten[18]
- Gut Wettlkam's Quantum Vis (* 2009), brauner Hannoveraner Wallach, Vater: Quarterback, Muttervater: Gloster, bis Mai 2020 von Dorothee Schneider geritten[19]
- Gut Wettlkam’s Anne Beth (* 2005), braune KWPN-Stute, Vater: Oscar, Muttervater: Corleone, zuletzt im Juni 2018 im Sport eingesetzt
- Gut Wettlkam’s Filou (* 2012), schwarzbrauner Oldenburger Wallach, Vater: Fürstenball OLD, Muttervater: Sir Donnerhall I, zuletzt im August 2019 im Sport eingesetzt
- Gut Wettlkam’s Venice (* 2016), Westfälische Fuchsstute, Vater: Veneno HC, Muttervater: Belissimo M NRW, seit Juni 2023 von Susanne Odenhausen geritten
- Santiago 264, auch Copernico genannt (* 2010), Oldenburger Rappwallach, Vater: San Amour I, Muttervater: Don Gregory 3, seit September 2022 von Aleksandra Poplawska geritten
- Four Roses 14 (* 2018), brauner Westfälischer Hengst, Vater: Fürstenball OLD, Muttervater: Sir Donnerhall I
- Gut Wettlkam’s Bowmore OLD (* 2018), Oldenburger Dunkelfuchs-Hengst, Vater: Bordeaux 28, Muttervater: Fürst Piccolo, seit Februar 2023 von Johanna Wadenspanner geritten
- Imposantos (* 2013), schwarzbrauner KWPN-Hengst, Vater: Wynton, Muttervater: IPS Krack C, seit August 2018 von Bart Veeze geritten
- Gut Wettlkam’s Fürst Donnerhall (* 2012), dunkelbrauner Westfalen Wallach, Vater: Fürstenball OLD, Muttervater: Sir Donnerhall I, zuletzt im März 2020 im Sport eingesetzt
- Gut Wettlkam's Zonik Hit OLD (* 2013), Oldenburger Rappwallach, Vater: Glock's Zonik N.O.P., Muttervater: Diamond Hit, bis Oktober 2023 von João Pedro Moreira geritten
- Gut Wettlkam's Dantiamo (* 2016), brauner Hannoveraner Wallach, Vater: Dante Weltino OLD, Muttervater: Londonderry 3
- Gut Wettlkam's Raffinesse (* 2015), Oldenburger Schimmelstute, Vater: Dante Weltino OLD, Muttervater: Sir Donnerhall I
- Gut Wettlkam's Mondrian (* 2015), schwarzbrauner Hannoveraner Wallach, Vater: E.H. Millennium, Muttervater: Benetton Dream FRH 1301

## Größte Erfolge
Besten internationalen Ergebnisse (seit 2014)
Grand Prix de Dressage
- 2014: 63,840 % (26. Platz beim CDI3* Mannheim mit Dave)
- 2015: 65,820 % (14. Platz beim CDI3* München-Riem mit Dave)
- 2016: 63,900 % (20. Platz beim CDI3* München-Riem mit Dave)
- 2017: —
- 2018: 69,609 % (7. Platz beim CDI4* Donaueschingen mit Dave)
- 2019: 75,913 % (1. Platz beim CDI4* Stuttgart mit Stand By Me)
- 2020: 68,478 % (14. Platz beim CDI4* Dortmund mit Dave)

Grand Prix Spécial
- 2015: 64,275 % (8. Platz beim CDI4* München mit Dave)
- 2016: —
- 2017: —
- 2018: 69,574 % (7. Platz beim CDI4* Donaueschingen mit Dave)
- 2019: 77,106 % (2. Platz beim CDI4* Fritzens mit Stand By Me)
- 2020: bisher kein Start in einem internationalen Grand Prix Spécial

Grand Prix Kür
- 2018: 72,315 % (8. Platz beim CDI4* Fritzens mit Dave)
- 2019: 76,425 % (3. Platz beim CDI4* Fritzens mit Dave)
- 2020: bisher kein Start in einer internationalen Grand Prix Kür